# Burgruine Ramspau
Die Burgruine Ramspau ist die Ruine einer Spornburg auf dem Schlossberg bei 400 m ü. NN 400 Meter westsüdwestlich der Kirche des Ortsteils Ramspau des Marktes Regenstauf im Oberpfälzer Landkreis Regensburg in Bayern. Die Anlage ist unter der Aktennummer D-3-75-190-56 als denkmalgeschütztes Baudenkmal von Ramspau verzeichnet. Ebenso wird sie als Bodendenkmal unter der Aktennummer D-3-6838-0054 im Bayernatlas als „archäologische Befunde im Bereich der mittelalterlichen Burgruine und des abgegangenen frühneuzeitlichen Schlosses von Ramspau“ geführt.

## Geschichte
Möglicherweise wurde die Burg von einem örtlichen Adelsgeschlecht vor dem 13. Jahrhundert, oder aber, einer anderen Theorie zufolge, im 13. Jahrhundert von den Wittelsbachern erbaut. 1312 zeugte erstmals ein Ritter „Weichser de Ranspaur“ in einer Urkunde. Vermutlich ging dabei die schon bestehende Burg an die Ritter von Weichs bei Regensburg.
In den folgenden Jahren werden ein Heinrich, Hans und Marquart Weichser von Ramspau genannt, die auch herzogliche Pfleger in Kelheim und Falkenstein waren. Die Burg selbst wird 1428 genannt, als der Chronist Andreas von Regensburg von einem Kelheimer Pfleger Ludwig Chamerauer als Besitzer schreibt.
Die Burg soll zwischenzeitlich während einer Fehde mit einem Abensberger durch eine List besetzt gewesen sein.
Nachdem 1480 Wigeleus von Weichs seine Ramspauer Besitzungen an Kuttenauer von Albertshofen verkauft hatte, wechselten die Besitzer häufig.
Nachdem die Burg im 16. Jahrhundert noch als erhalten beschrieben wurde, muss sie bald aufgegeben worden sein. Vermutlich wurden die Steine für das barocke Schloss Ramspau verwendet, das ab 1706 von der Familie Reisach errichtet wurde.

## Beschreibung

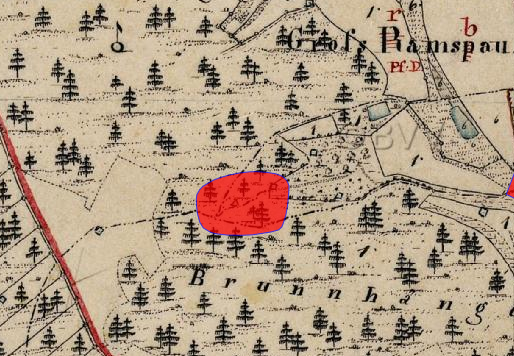
Lageplan der Burgruine Ramspau auf dem Urkataster von Bayern

Die kleine etwa rechteckige Höhenburg wurde vom überragenden Bergplateau durch einen Graben getrennt und war schwer zu sichern. Auf der Hangseite gibt es noch offene Kellergewölbe aus Bruchstein, die auf frühere Gebäude hinweisen. Vermutlich verfügte die Burg über einen Zwinger sowie eine kleine Vorburg mit dem Zugang zur Burganlage.
Die Ruine zeigt noch den fast ganz erhaltenen fünfeckigen Bergfried mit 1,50 Meter starken Bruchsteinmauern und einer nach außen gerichteten Lichtscharte. Der Burgplatz ist heute ein Bodendenkmal.